# Bessie Learn
Bessie Learn (30 de agosto de 1888 – 20 de febrero de 1987) fue una actriz estadounidense que apareció en 86 películas entre 1911 y 1919.

## Biografía
Elizabeth “Bessie” Learn nació en San Diego siendo la segunda hija de Eugene y Lizzie Learn. Su padre era nativo de Nueva York y sirvió en el ejército de los Estados Unidos antes de casarse con Lizzie MacBride el 11 de octubre de 1883, en el Condado de Buffalo (Nebraska). Más tarde, Eugene Learn se convirtió en pintor de casas en oficio, cuando nació su primera hija, el y Lizzie se mudaron a California. Poco después de que naciera Bessie, la familia se mudó a Chicago, donde su padre encontró trabajo como impresor. Años más tarde, la madre de Bessie murió en Chicago lo que dejó a cargo al padre de las tres hijas.
La primera aparición de Bessie en el teatro fue a los ocho años junto con Amelia Bingham, en Hearts are Trumps; donde interpreta a una bebe jugando con su cochecito. Más tarde, Learn actuó en The Little Princess, juntó con Millie James, actuó en Lover's Lane en Broadway, juntó con Mary Ryan y actuó por dos años juntó con Edwin Arden en Home Folks. Más tarde apareció juntó con Harry Brodribb Irving en Paola and Francesca y Midsummer Night's Dream y en un vodevil juntó con Robert Hilliard y William Harcourt como una niña, y actuó en la obra Polly of the Circus.
Learn se convirtió en una de las actrices más ingeniosas de Edison Company a los 22 años, y en tan poco tiempo logró un récord por comedia y apariencia atractiva. Learn apareció en las comedias más famosas de Edison, y fue considerada una jugadora seria con una habilidad marcada. Learn falleció en Burbank, California el 5 de febrero de 1987 a los 98 años.

## Filmografía

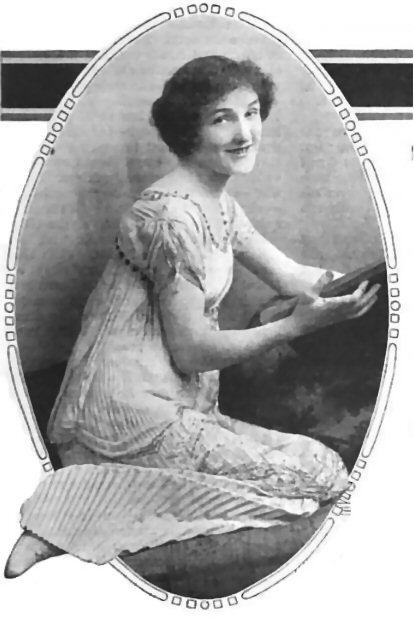
Fan magazine Photoplay, diciembre de 1915

- For the Cause of the South (1912)
- On The Broad Stairway (1913)
- The Girl of the Gypsy Camp (1915)
- The Lost Battalion (1919)